# イギリス気象庁
イギリス気象庁（イギリスきしょうちょう、英: Met Office、略称: UKMO）は、イギリスの国立気象機関で、ビジネス・エネルギー・産業戦略省の執行エージェンシー及びトレーディング・ファンドの一つ。天気予報から気候変動まで、すべての時間スケールにわたって気象予測を行う。本部はデヴォン州エクセターに所在する。英国気象庁、英国気象局とも訳される。

## 歴史
英国気象庁は、1854年にロバート・フィッツロイ海軍中将の下、船乗り向けのサービスとして、商務院 (Board of Trade) 内に小さな部局が設立されたことに始まる。1859年10月にアングルシー島沿岸沖で、激しい嵐の中を航行していた客船「ロイヤル・チャーター」が難破し、459名の乗員の命が失われたことが、暴風警報サービスを提供開始する契機となった。フィッツロイは、国内の沿岸15か所に観測所を設置してネットワークを構築し、そこから海上の船舶に対して目視による暴風警報を提供できるようにした。
当時の新技術である電信によって、警報を迅速に普及させることが可能になり、それはまた観測網を発展させ、総観解析を提供するためにも使用することができた。1861年には、新聞に対して天気予報の提供を開始した。フィッツロイは、この仕事の助けとするため、他の気象パラメータを絶え間なく測定する気象測器のみならず、キュー天文台の写真式自記気圧計（フランシス・ロナルズの発明品）を用いて観測した記録の毎日の敷き写しを要請し、それらの情報は後に観測網中の観測所に提供された。予報の発表はフィッツロイの死後、1866年5月に一時途絶えたが、1879年4月に再開された。

### 国防省との関係
第一次世界大戦後、1919年に英国気象庁は空軍省の一部となり、気象観測業務はアダストラル・ハウス（空軍省の拠点）の屋上で行われるようになった。この頃に、"The weather on the Air Ministry roof" (「空軍省屋上の天気」) のフレーズが生まれた。航空のための気象情報の必要性が高まると、各地にある空軍基地内に気象観測および気象データ収集拠点を多数設置した。今日においても天気予報の中で空軍の飛行場に言及されることが多いのはそのためである。1936年には、一部の業務が海軍に分割され、本庁とは別に、独自に予報業務を行うようになった。
1990年4月、英国気象庁が国防省の執行エージェンシーとなったことにより、準政府機関の役割として、商業的な活動も要求されるようになった。

### 所有権の変更
政治機構の再編を受けて、2011年7月18日に英国気象庁はビジネス・イノベーション・技能省 (BIS) の一部となり、続いてBISとエネルギー・気候変動省の統合により、2016年7月14日にビジネス・エネルギー・産業戦略省の一部となった。
今日ではもはや国防省の一部ではないにもかかわらず、英国気象庁は、国内と海外の双方にある空軍と陸軍の基地に置かれた第一線の部署を通じて、軍との強いつながりを維持しているほか、海軍と共に気象学と海洋学に関する統合運用センター (Joint Operations Meteorology and Oceanography Centre, JOMOC) に関与している。紛争時に前線部隊に随行して、戦闘地域で優勢に軍隊を展開するための助言を軍（特に空軍）に与える気象部隊である Mobile Met Unit (MMU) は、空軍の予備役兵でもある英国気象庁の職員から成る。

## 所在地
2003年9月に、8000万ポンドの建設費をかけてデヴォン州エクセターのエクセター国際空港とA30道路 (A30 road) の付近に建てられた、気象業務専用の庁舎に本部が移転し、（あと数週間で創設150周年を迎える頃の）2004年6月21日に正式に開庁した。旧本部庁舎はバークシャーのブラックネルにあった。さらにアバディーンに予報センター、ジブラルタルとフォークランド諸島に事務所を置いており、世界中に存在感を示している。そのほか、出先機関として、バークシャーのレディング大学内にメソスケール気象学のための合同センター (Joint Centre for Mesoscale Meteorology, JCMM) を、オックスフォードシャーのウォーリングフォードに水文気象学の研究のための合同センター (Joint Centre for Hydro-Meteorological Research, JCHMR) を設置している。ハドレー気候予測研究センターも英国気象庁本部内にある。また、英国内外に所在する英国陸軍および英国空軍の基地内（紛争地帯の前線部隊も含む）にも英国気象庁職員が駐在する。なお、英国海軍の気象予報業務は一般に海軍職員により独自に行われ、英国気象庁職員は関与しない。

## 予報

### 放送事業者への予報の提供
特に、大手メディアのうちの2社、BBCとITVは英国気象庁のデータを用いて予報を制作する。BBCウェザーセンターでは、コンピュータまたはFAX、電子メールなどにより寄せられた情報に基づいて、予報は連続的に更新される。BBCの新しいグラフィックスは、BBCの全てのテレビジョン放送の気象情報で使用されているが、ITVウェザーはアニメーション化された天気マークを使用している。BBCウェザーセンターの予報士は、BBCではなく、英国気象庁に雇用されている。2015年8月23日、BBCは受信料支払者にとって、その金額に見合った価値の情報を提供するために、その法的債務の一部として、英国気象庁の代わりに、競合する民間気象サービス会社であるMeteoGroupと契約することを発表した。ただし、英国気象庁のデータを使用する海事沿岸警備庁を代表して発表するShipping Forecastと、英国気象庁によるNational Severe Weather Warning（荒天警報）の発表は継続される。

### 航空路火山灰情報センター
航空気象予報業務の一環として、英国気象庁はロンドン航空路火山灰情報センター (London Volcanic Ash Advisory Centre, London VAAC) を運営している。VAACは、航空産業に対して、航空機の飛行経路に侵入して航空の安全を脅かし得る火山灰雲の予報を提供するために、国際連合の専門機関の一つである国際民間航空機関 (ICAO) を中心に、世界気象機関 (WMO) と国際測地学・地球物理学連合 (IUGG) の協力の下に推進された、国際航空路火山灰監視計画 (International Airways Volcano Watch, IAVW) の一環として設立された。世界の9か所に設置されているVAACの一つであるロンドンVAACは、ブリテン諸島、北東大西洋及びアイスランドを責任領域としている。ロンドンVAACは、衛星画像に加えて、責任領域内の全ての活火山が位置するアイスランドから送られてくる、地震観測、レーダー観測、目視による観測のデータを利用する。英国気象庁が開発したNAME拡散モデルは、異なるフライトレベルで警戒情報の発表時刻から6時間先、12時間先、18時間先の火山灰雲の移流拡散を予報するために利用されている。

### 大気質
英国気象庁は、独自の中長距離大気拡散モデルであるNAMEを用いて作成された、大気質の予報を発表する。NAMEは元々、1986年に発生したチェルノブイリ原子力発電所事故を受けて、原子力事故モデルとして開発されたものであったが、以来、多目的拡散モデルへと進化し、幅広い種類の大気浮遊物質の輸送、変態、沈着を予測することが可能になった。NAMEは平時の大気質予報に用いられるだけでなく、緊急時対応モデルとしても使用される。エアロゾルの拡散はUKCAモデル (United Kingdom Chemistry and Aerosols model) を用いて計算される。
大気質の予報は、下表に示す様々な汚染物質とそれらが典型的に健康にもたらす影響のために作成される。
| 汚染物質                     | 高レベルな健康への影響                                                                                 |
| ---------------------------- | --- |
| 二酸化窒素 オゾン 二酸化硫黄 | これらの気体は肺の気管に炎症を起こし、肺の病気を患っている人の症状を増大させる。                       |
| 微粒子                       | 大気中の微粒子は肺の深くまで運ばれることがあり、炎症を起こして心臓病や肺疾患を悪化させるおそれがある。 |

### IPCC
2001年まで英国気象庁は、ジョン・ホートンを議長とする気候変動に関する政府間パネルの気候科学に関するワーキンググループを主催していた。2001年に、そのワーキンググループの場はアメリカ海洋大気庁に移された。

### 高性能コンピュータ
数値予報業務とUnified Modelの運用には大量の演算を要するため、英国気象庁は世界で最も強力なスーパーコンピュータのいくつかを所有してきた。1997年11月には、英国気象庁のスーパーコンピュータは世界第3位にランクインした。
| 導入年 | コンピュータ          | 一秒あたりの演算回数 | 水平解像度（全球/局地） | 鉛直層数 |
| ------ | --------------------- | -------------------- | ----------------------- | -------- |
| 1959   | Ferranti Mercury      | 3 KFLOPS             | (N.A./320 km)           | 2層      |
| 1965   | English Electric KDF9 | 50 KFLOPS            | (N.A./300 km)           | 3層      |
| 1972   | IBM System/360 195    | 4 MFLOPS             | (300 km/100 km)         | 10層     |
| 1982   | CDC Cyber 205         | 200 MFLOPS           | (150 km/75 km)          | 15層     |
| 1991   | Cray Cray Y-MP C90/16 | 10 GFLOPS            | (90 km/17 km)           | 19層     |
| 1997   | Cray T3E 900/1200     | 430 GFLOPS           | (60 km/12 km)           | 38層     |
| 2004   | NEC SX-6              | 2.0 TFLOPS           | (40 km/12 km)           | 50層     |
| 2006   | NEC SX-8とSX-6        | 5.4 TFLOPS           | (40 km/4 km)            | 50層     |
| 2009   | IBM POWER6            | 140 TFLOPS           | (17 km/1.5 km)          | 70層     |
| 2015   | Cray XC40             | 16 PFLOPS            | 1.5 km                  |          |

## 測候所
観測所の機械化・自動化・無人化が進行しており、昼間（業務時間）や機器の故障時に有人観測を行うほかは、ほとんど無人である。多くの観測所では、天気を現在天気計や監視カメラで観測する手法が普及している。

## 歴代長官
- Sir William Napier Shaw 1905–1920
- Sir Graham Sutton 1954–1965
- Sir Basil John Mason 1965–1983
- Sir John Houghton 1983–1991[20]
- Julian Hunt 1992–1997
- Peter Ewins 1997–2004
- David Rogers 2004–2005
- Mark Hutchinson 2005–2007
- John Hirst 2007-2014
- Rob Varley 2014-